# Sheikhpura (Distrikt)
Der Distrikt Sheikhpura (Hindi शेखपुरा जिला, Urdu شیخ پورہ ضلع) ist ein Distrikt im indischen Bundesstaat Bihar. Beim Zensus 2011 hatte er von allen 38 Distrikten Bihars die niedrigste Einwohnerzahl. Sitz der Verwaltung ist die Stadt Sheikhpura. 

## Geographie
Sheikpura liegt im südlichen Bihar in der Ganges-Tiefebene. Der Distrikt gehört mit 35 × 40 km Ausdehnung (NS × OW) und einer Fläche von 689 km² zu den kleinsten Distrikten von Bihar. Die angrenzenden Distrikte sind Nalanda im Norden und Westen, Nawada im Südwesten, Jamui im Süden, sowie Lakhisarai im Osten. Die Topographie ist überwiegend flach mit einigen Hügeln vorwiegend im Süden.

## Geschichte
Vor dem Jahr 1994 war der größte Teil Sheikpuras Teil des Distrikts Munger und teilte dessen Geschichte. Der Distrikt Munger entstand um 1812 während der britischen Kolonialzeit aus Teilen des Distrikts Bhagalpur. Ab dem 1. April 1912 gehörte Munger zu der neu geschaffenen Provinz Bihar und Orissa und im unabhängigen Indien (ab 1947) kam der Distrikt Munger zum Bundesstaat Bihar. Am 14. April 1983 wurde die Subdivision Sheikpura gebildet und aus dieser Subdivision, sowie aus 24 Dörfern des kurz zuvor gebildeten Distrikts Lakhisarai und 2 Dörfern des Distrikts Nalanda entstand am 31. Juli 1994 der Distrikt Sheikpura.

## Bevölkerung
Die Einwohnerzahl lag bei der Volkszählung 2011 bei 636.342. Die Bevölkerungswachstumsrate im Zeitraum von 2001 bis 2011 betrug 25,36 % und lag damit sehr hoch. Sheikhpura hatte ein Geschlechterverhältnis von 880 Frauen pro 1000 Männer und eine Alphabetisierungsrate von 63,86 %, was einer Steigerung um knapp 15 Prozentpunkte gegenüber dem Jahr 2001 entsprach. Die Lesefähigkeit lag damit allerdings weiterhin unter dem nationalen Durchschnitt von 74,0 %. 93,7 % der Bevölkerung waren Hindus und 5,9 % Muslime.
17,1 % der Bevölkerung lebten 2011 in Städten. Die größte Stadt war Sheikhpura mit 62.927 Einwohnern.

## Wirtschaft
Die Wirtschaft in Sheikhpura beruht vorwiegend auf der Landwirtschaft. Angebaut werden vorwiegend Reis (Kharif), Weizen, Linsen und Acker-Senf (alle Rabi). Sheikhpura gehört zu den ärmeren Distrikten Bihars. Mit einem Pro-Kopf-Bruttoinlandsprodukt (BIP) von 9687 ₹ lag der Distrikt 2010–11 auf Platz 29 der 38 Distrikte Bihars. Das mittlere Pro-Kopf-BIP in Bihar lag nach dieser Erhebung bei 14.574 ₹.